# 6アンダーグラウンド
『6アンダーグラウンド』（シックス・アンダーグラウンド、原題：6 Underground）は、2019年のアメリカ合衆国のアクション映画。監督はマイケル・ベイがつとめる。主演はライアン・レイノルズであり、メラニー・ロラン、マヌエル・ガルシア＝ルルフォ、アドリア・アルホナ、コーリー・ホーキンズ、ベン・ハーディらが共演する。Netflixオリジナル映画として全世界で配信された。

## あらすじ
中央アジアの国家トゥルギスタンでの独裁者による苛酷な政治を目にした4年後、ネオジム磁石で財をなしたアメリカの億万長者は、自分の死を偽装して政府が手を出せない犯罪者やテロリストを倒すために自警団の部隊を編成する。“ワン”と名乗り、過去を捨てて“ゴースト”となる5人を見つけてチームに加える。“トゥー”はスパイ、“スリー”はヒットマン、“フォー”はパルクールの達人の盗賊、“ファイヴ”はドクター、“シックス”はドライバーである。
フィレンツェでの最初の作戦で、チームはトゥルギスタンの4人の将軍の弁護士を殺すが、マフィアと警察に追跡されて“シックス”は死ぬ。数日後、“ワン”は元デルタフォースの狙撃手でサバイバーズ・ギルトに苦しむブレインを採用し、“セブン”とする。“ワン”はトゥルギスタンの独裁者のロヴァク・アリをクーデターで倒し、その弟で獄中のムラットを代わり政権につけようと計画する。“ゴースト”になる前、CIA局員だった“トゥー”がムラットを捕えてロヴァクに引き渡したことが明らかになる。
チームはラスベガスでロヴァクの将軍たちを暗殺し、次に香港でムラットを救出する。“フォー”は危機に陥り、“ワン”の意思に反して“セブン”が救う。仲間を見捨てることをいとわない“ワン”のやり方を巡って“ワン”と“セブン”は口論となり、“ゴースト”たちは匿名のルールを破って本名を教えあう。トゥルギスタンで、チームはロヴァクの演説を放送中のテレビ局をハッキングしてムラットの声を国民に聞かせる。国民がムラットに呼応して蜂起する中、連続爆発が起きてロヴァクはヨットに逃げ、ムラットが宮殿をおさえる。“ゴースト”はヨットを襲い、“ワン”は強力な磁石で警備を無力化する。“フォー”が危機に落ちて、“ワン”はロヴァクを見過ごす。ロヴァクはヘリコプターで逃げるが、中にはチームとムラットが乗り込んでおり、ロヴァクは自らの圧政から逃れた難民たちの中に放り出される。
ムラットはトゥルギスタンの新しい大統領となり、“ゴースト”は再び必要とされる時まで別の道を行く。“トゥー”と“スリー”、“フォー”と“ファイヴ”はそれぞれ親しい関係となる。“ワン”はニューヨークに旅して息子に会う。

## キャスト
※括弧内は日本語吹替
- “ワン” / ビリオネア - ライアン・レイノルズ（加瀬康之）

億万長者のチームリーダー。
- “トゥー” / カミーユ / スプーク - メラニー・ロラン（志田有彩）

元CIA局員。
- “スリー” / ハヴィエル / ヒットマン - マヌエル・ガルシア＝ルルフォ（宮内敦士）

元殺し屋。
- “フォー” / ビリー / スカイウォーカー - ベン・ハーディ（益山武明）

元侵入盗。
- “ファイブ” / アメリア / ドクター - アドリア・アルホナ（坂本真綾）

医者。
- “シックス” / ドライバー - デイヴ・フランコ（福西勝也）

運転手。
- “セブン” / ブレイン / スナイパー - コーリー・ホーキンズ（杉村憲司）

元デルタフォース狙撃手。
- ロヴァク・アリ - リオル・ラズ（英語版）（黒澤剛史）

軍事独裁国家トゥルギスタンで大統領の地位に君臨する独裁者。
- ムラット・アリ - ペイマン・マアディ（英語版）（間宮康弘）

ロヴァクの弟だが民主派の善人。

### 日本版スタッフ
- 字幕翻訳 - 田中武人
- 制作 - Glovision INC.
- 演出 - 安江誠
- 吹替翻訳 - 野口尊子
- 収録 - 小山雄一郎
- 進行 - 谷山大樹

## 製作
2018年3月7日、マイケル・ベイがレット・リースとポール・ワーニックが脚本を書いたアクション・スリラー映画『6 Underground』を監督し、デヴィッド・エリソン、ダナ・ゴールドバーグ、ドン・グレンジャーがスカイダンス・メディアの下で製作を務めることが発表された。2018年5月、Netflixが本作を配給し、ライアン・レイノルズが主演を務め、レイノルズ主演の新しいアクション映画シリーズとして展開する構想があると報じられた。2018年7月、デイヴ・フランコ、マヌエル・ガルシア＝ルルフォ、アドリア・アルホナ、コーリー・ホーキンズ、ベン・ハーディ、リオル・ラズがキャストに加わった。2018年8月、メラニー・ロランとペイマン・マアディがキャストに加わった。

### 撮影
主要な撮影は、アメリカ(ロサンゼルス)、イタリア(フィレンツェ、ローマ、ターラント、シエーナ、フラスカーティ)、アラブ首長国連邦(アル・アイン、アブダビ、リワ・オアシス、ラアス・アル＝ハイマ、シャールジャ)で2018年7月30日に始まり、2018年12月5日に終了した。

## 公開
本作は2019年12月10日にニューヨーク市の試写会で公開されたのち、全世界で2019年12月13日にNetflixでストリーミング配信が開始された。